# Clotianidina
La clotianidina es un insecticida de la familia de los Neonicotinoides desarrollado por Takeda Chemical Industries y Bayer AG. Similar al tiametoxam y al imidacloprid, la clotianidina es absorbida por las plantas y luego liberada a través del polen y el néctar como modo de acción en control de plagas, haciéndola peligrosa para los insectos que se alimentan de estos productos de la planta, como los Apoidea.
La clotianidina fue aprobada para el uso convencional como pesticida bajo registro condicional por la United States Environmental Protection Agency en abril del 2003, quedando pendiente un estudio adicional referente a la seguridad que debería estar hecho en diciembre del 2004, plazo que fue luego extendido a mayo del 2005. El estudio no fue completado hasta agosto del 2007.
Se le dio un registro incondicional para ser usado como tratamiento de semillas en maíz y Brassica napus el 22 de abril de 2010. De acuerdo a un documento filtrado de la EPA se puede observar la opinión de la agencia en la siguiente frase "estudios de toxicidad muestran que la clotianidina es altamente tóxica tanto por contacto como por ingestión para la abeja de la miel". A pesar de esto, el empleo de la clotianidina sigue estando autorizado en Estados Unidos.

## Críticas
La clotianidina está siendo estudiada en relación con el fenómeno observado a nivel mundial de la disminución de la población de las colonias denominado Problema de colapso de colonias de Apis mellifera, más conocida como abeja melífera, en algunas partes de Europa. El uso de clotianidina fue prohibido por la Oficina Federal Alemana de Protección al consumidor y Seguridad Alimentaria el 15 de mayo de 2008 hasta que nuevos estudios puedan probar la inocuidads del producto. Otros países que han prohibido su uso son: Francia, Italia y Eslovenia.
En agosto del 2008, la institución Natural Resources Defense Council demandó a la EPA luego de que esta se negara a brindar los estudios referentes a la clotianidina y su posible efecto en las abejas. Cuando este estudio salió a la luz pública, se le criticó por carecer de grupos de control establecidos; las colonias fueron colocadas en campos de Brassica napus tratado con clotianidina y campos de B. napus no tratados, las colonias fueron dispuestas de manera tal que podían alimentarse indistintivamente de los campos tratados como de los que no. Un informe interno de la EPA de noviembre de 2010 indicaba que varios investigadores de la EPA concluian que estudio tenía errores, con deficiencias tales que solo tiene valor como información suplementaria.